# 2024 en numismatique
Chronologie de la numismatique
- 2023 en numismatique - 2024 en numismatique - 2025 en numismatique

Cet article présente les faits marquants de l'année 2024 en numismatique.

## Principaux événements numismatiques de l'année 2024

### Janvier
- 4 janvier 2024 : début de la vente de la série de pièces commémoratives américaines du bicentenaire de Harriet Tubman[1].

### Février
- 29 février 2024 : début de la vente de la série de pièces commémoratives américaines Greatest Generation[2].

### Avril
- 5 avril 2024 : le Zimbabwe remplace le dollar RTGS par l'or du Zimbabwe comme monnaie officielle.